# Гутянко Микола Наумович
Гутянко Микола Наумович — радянський літун, ветеран війни, учасник бойових дій. Народився 06.12.1916 року на хуторі Каплиця Глухівського району Сумської області, за старим поділом. Помер 1999 року у Луцьку, похований у селі Гаразджа Волинської області Луцької міської територіальної громади.

## Сім'я
Народився у сім'ї звичайного селянина. Його батько працював візником у місцевих поміщиків на хуторі Воздвиженськ Шосткинського району (раніше Глухівського). Майже всі його брати служили у Радянській Армії. У сім'ї було 7 дітей, Мотря 1897 р.н., Катерина 1900-15.10.1901,Семен 1900-21.03.1901, Юліан 20.06.1902-01.04.1903, Лаврентій 08.08.1904-?, Іван 1906-1942, Ягор (Георгій) 07.08.1912-21.01.1984, Степан 27.07.1914-13.11.1941, Микола 06.12.1916-1999.
Його брата Степана, лейтенанта було розстріляно 1941 року за сфабрикованою справою, у дезертирстві.

## Життєпис
З 1937 року починає свою службу у Радянські Армії. Брав участь у Другій світовій війні пілотом, лейтенант, а потім, капітан технічних служб. Мав поранення. Після війни продовжив службу до 1960 року. Проживав у Луцьку. Мав сина Анатолія та двох дочок, Антоніну та Віру. Антоніна померла у дорослому віці.

## Нагороди
Був нагороджений медалями «За перемогу над Німеччиною у Великій вітчизняній війні 1941–1945 рр.», Медаль «За бойові заслуги»,  Медаль «За взяття Кенігсбергу», Орден Червоної Зірки, Орден Вітчизняної війни II степеню.